# La Jemaye
La Jemaye [la ʒəmaj] est une ancienne commune française située dans le département de la Dordogne, en région Nouvelle-Aquitaine.
Au 1er janvier 2017, elle fusionne avec Ponteyraud pour former la commune nouvelle de La Jemaye-Ponteyraud.

## Géographie

### Généralités

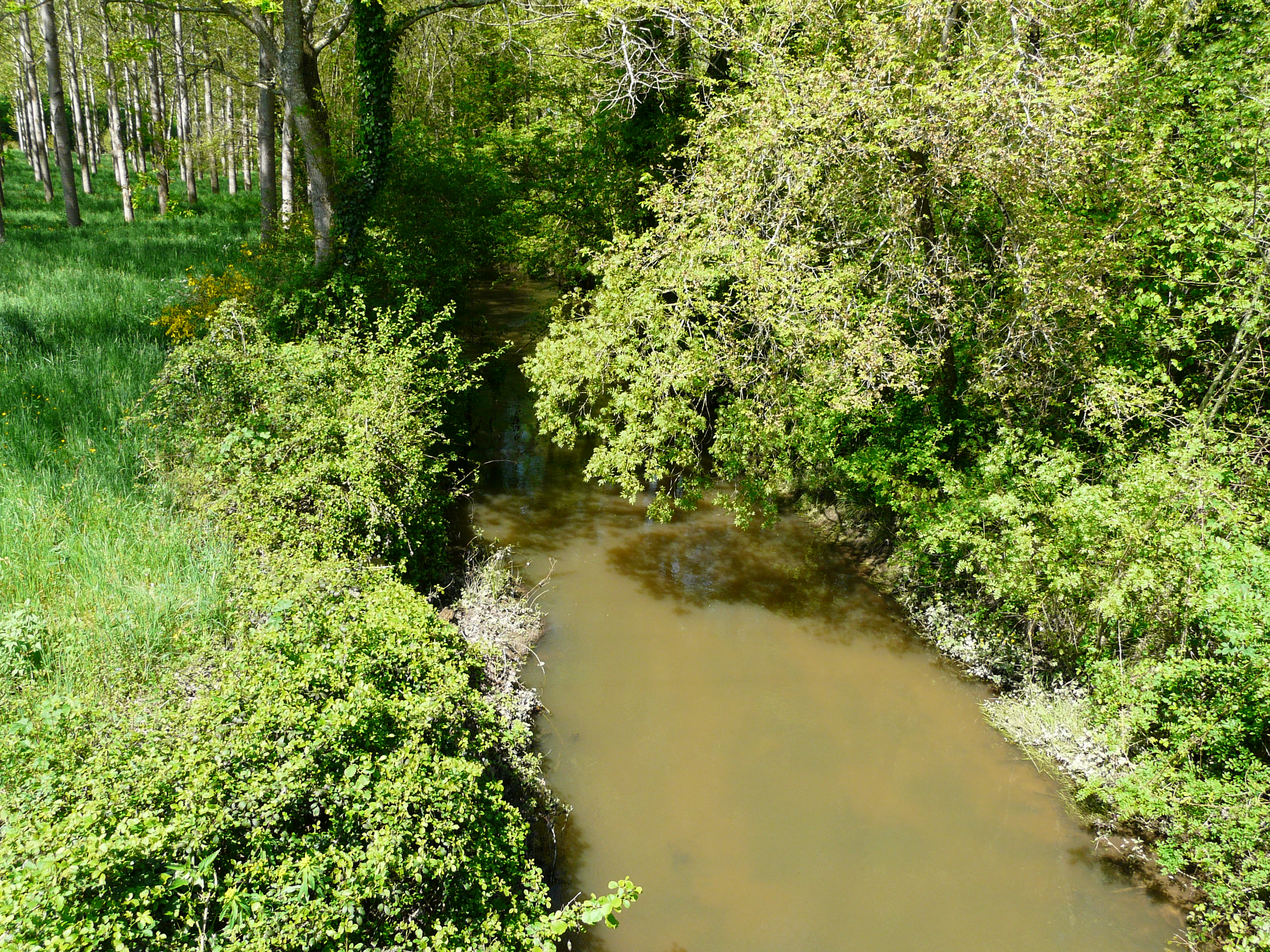
La Rizonne en limites de Vanxains et La Jemaye.

Dans l'ouest du département de la Dordogne, au cœur de la forêt de la Double, l'ancienne commune de La Jemaye s'étend sur 29,12 km2, formant une grande partie sud de la commune nouvelle de La Jemaye-Ponteyraud. Elle est bordée au nord par la Rizonne et arrosée par ses affluents, la Bauronne, la Jamayote et le ruisseau de Courbarieux.
L'altitude minimale, 52 mètres, se trouve à l'extrême nord-ouest, là où la Bauronne quitte la commune et sert de limite entre celles de Ponteyraud et Saint-Vincent-Jalmoutiers. L'altitude maximale avec 131 mètres est localisée au nord-est, près du lieu-dit Beaume. Sur le plan géologique, le sol se compose principalement de sables, argiles et graviers oligocènes et éocènes, hormis en vallée de la Rizonne où affleurent des calcaires crétacés.
Onze kilomètres au sud-ouest de Ribérac et seize kilomètres au nord-nord-ouest de Mussidan, le bourg de La Jemaye est traversé par la route départementale 708 (l'ancienne route nationale 708).
La route départementale 108 dessert également le territoire communal, parsemé de plans d'eau parmi lesquels le grand étang de La Jemaye, le plus étendu de la Double avec trente-trois hectares.

### Communes limitrophes

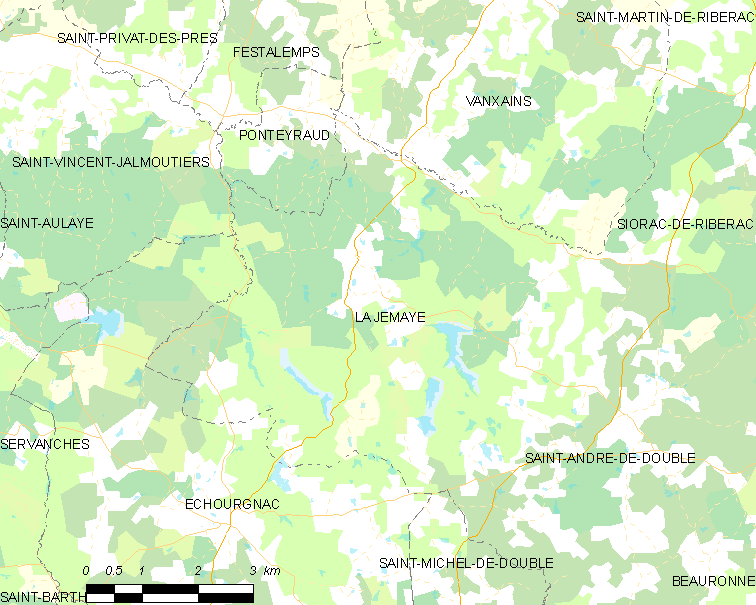
Carte de La Jemaye et des communes avoisinantes en 2016.

En 2016, année précédant la création de la commune nouvelle de La Jemaye-Ponteyraud, La Jemaye était limitrophe de sept autres communes, dont Saint-Michel-de-Double au sud, par un simple quadripoint.
| Ponteyraud, Saint-Vincent-Jalmoutiers | Vanxains               |                       |
|                                       | La Jemaye              | Siorac-de-Ribérac     |
| Échourgnac                            | Saint-Michel-de-Double | Saint-André-de-Double |

## Urbanisme

### Villages, hameaux et lieux-dits
Outre le bourg de La Jemaye proprement dit, le territoire se compose d'autres villages ou hameaux, ainsi que de lieux-dits :
- chez Baudou
- Beaume
- Belair
- les Bernardoux
- le Bigousset
- Bois de Desmond
- Bois de Légé
- Bois du Milieu
- Bois des Riégeys
- Bouloi
- les Brousses
- la Calonie
- le Chapdeuil
- Château Vallet
- Chemisac
- Claud de Manet
- Creyssac
- Étang de Caloveaud
- Étang de Chemisac
- Étang du Cirier
- Étang de Lazard
- Étang de Merle
- Étang du Moulin
- Étang de Petitonne
- Étang des Tables
- Étang du Tuquet
- Étangs des Bleytoux
- Étangs des Jarthes
- Étang Neuf
- Eycuras
- Fontaine des Brousses
- Forêt domaniale de la Jemaye
- le Fourchareteau
- Grand Étang de la Jemaye
- les Grandes Terres
- les Grands Bleytoux
- les Jamayotes
- chez Jean Gard
- Lazard
- Légé
- le Majaubert
- les Marchaix
- Néplier
- le Parc de Broc
- le Périer
- Petit Claud
- Petitonne
- les Petits Bleytioux
- aux Peyrières
- les Picards
- les Ratis
- chez Rizonne
- la Roche
- Senzelat
- les Tables
- le Tuquet.

## Toponymie
En occitan, la commune porte le nom de La Jamàia.

## Histoire
Sur la carte de Cassini représentant la France entre 1756 et 1789, le village est identifié sous le nom de La Gemaye.
Le 26 juin 1944, les Allemands de la Division Brehmer lancent une vaste opération contre les maquisards dans la forêt de la Double entre Montpon-sur-l'Isle, Mussidan et Ribérac. Un jeune résistant, arrêté à Vanxains en possession de deux revolvers, est abattu vers 11 heures au lieu-dit Baume, à La Jemaye. Prenant prétexte d'aide aux résistants, les Allemands incendient plusieurs bâtiments en différents points de la commune et tuent un charcutier, arrêté le matin même à Ribérac.
Au 1er janvier 2017, La Jemaye fusionne avec Ponteyraud pour former la commune nouvelle de La Jemaye-Ponteyraud dont la création a été entérinée par l'arrêté du 1er décembre 2016, entraînant la transformation des deux anciennes communes en « communes déléguées ».
Au 1er janvier 2025, les deux communes déléguées sont supprimées.

## Politique et administration

### Administration municipale
La population de la commune étant comprise entre 100 et 499 habitants au recensement de 2011, onze conseillers municipaux ont été élus en 2014,. Ceux-ci sont membres d'office du  conseil municipal de la commune nouvelle de La Jemaye-Ponteyraud, jusqu'au renouvellement des conseils municipaux français de 2020.

### Liste des maires puis des maires délégués

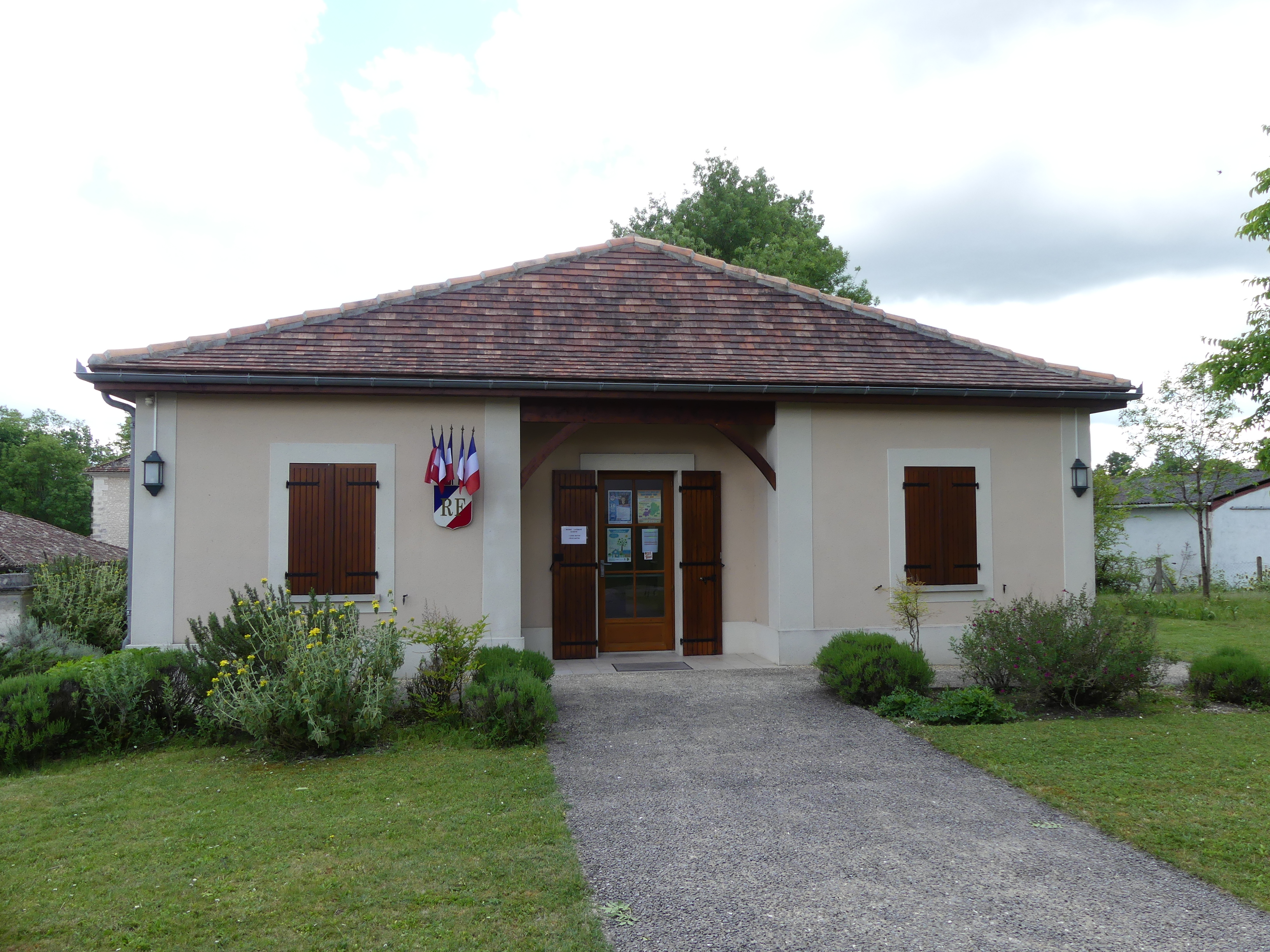
La mairie.

| Période                                  | Période       | Identité        | Étiquette | Qualité               |
| ---------------------------------------- | ------------- | --------------- | --------- | --------------------- |
| Les données manquantes sont à compléter. |               |                 |           |                       |
|                                          |               |                 |           |                       |
| mars 2001                                | avril 2014    | Michèle Hochart | SE        | Retraitée             |
| avril 2014                               | décembre 2016 | Sophie Berry    | SE        | Adjoint administratif |

| Période                                  | Période       | Identité     | Étiquette | Qualité |
| ---------------------------------------- | ------------- | ------------ | --------- | ------- |
| Les données manquantes sont à compléter. |               |              |           |         |
| janvier 2017                             | décembre 2024 | Sophie Berry |           |         |

## Démographie
Les habitants de La Jemaye se nomment les Jemayots.
En 2016, dernière année en tant que commune indépendante, La Jemaye comptait 110 habitants. À partir du XXIe siècle, les recensements des communes de moins de 10 000 habitants ont lieu tous les cinq ans (2005, 2010, 2015 pour La Jemaye). Depuis 2006, les autres dates correspondent à des estimations légales.
Au 1er janvier 2022, la commune déléguée de La Jemaye compte 107 habitants.
| 1793 | 1800 | 1806 | 1821 | 1831 | 1836 | 1841 | 1846 | 1851 |
| ---- | ---- | ---- | ---- | ---- | ---- | ---- | ---- | ---- |
| 328  | 305  | 431  | 303  | 412  | 428  | 449  | 412  | 420  |

| 1856 | 1861 | 1866 | 1872 | 1876 | 1881 | 1886 | 1891 | 1896 |
| ---- | ---- | ---- | ---- | ---- | ---- | ---- | ---- | ---- |
| 386  | 373  | 427  | 402  | 387  | 377  | 334  | 337  | 361  |

| 1901 | 1906 | 1911 | 1921 | 1926 | 1931 | 1936 | 1946 | 1954 |
| ---- | ---- | ---- | ---- | ---- | ---- | ---- | ---- | ---- |
| 334  | 337  | 341  | 232  | 229  | 205  | 185  | 176  | 181  |

| 1962 | 1968 | 1975 | 1982 | 1990 | 1999 | 2005 | 2010 | 2015 |
| ---- | ---- | ---- | ---- | ---- | ---- | ---- | ---- | ---- |
| 162  | 168  | 136  | 116  | 104  | 104  | 100  | 108  | 109  |

| 2016 | - | - | - | - | - | - | - | - |
| ---- | - | - | - | - | - | - | - | - |
| 110  | - | - | - | - | - | - | - | - |

## Économie
Les données économiques de La Jemaye sont incluses dans celles de la commune nouvelle de La Jemaye-Ponteyraud.

## Culture locale et patrimoine

### Lieux et monuments
- Le grand étang de La Jemaye, d'une superficie de 33 hectares, est emblématique de la Double, forêt qui s'étend sur 50 000 ha. Le site des étangs de La Jemaye, sur 210 ha, est un espace naturel sensible géré par le Conseil général de la Dordogne[17],[18].
- L'église Saint-Vivien du XIIe siècle, profondément remaniée aux XIXe et XXe siècles[19]. DE 2015 à 2017, d'importants travaux sont effectués pour supprimer le portail oriental, réorienter le chœur à l'est et remplacer tous les vitraux[20]
- La halle du XVIIIe siècle[21].

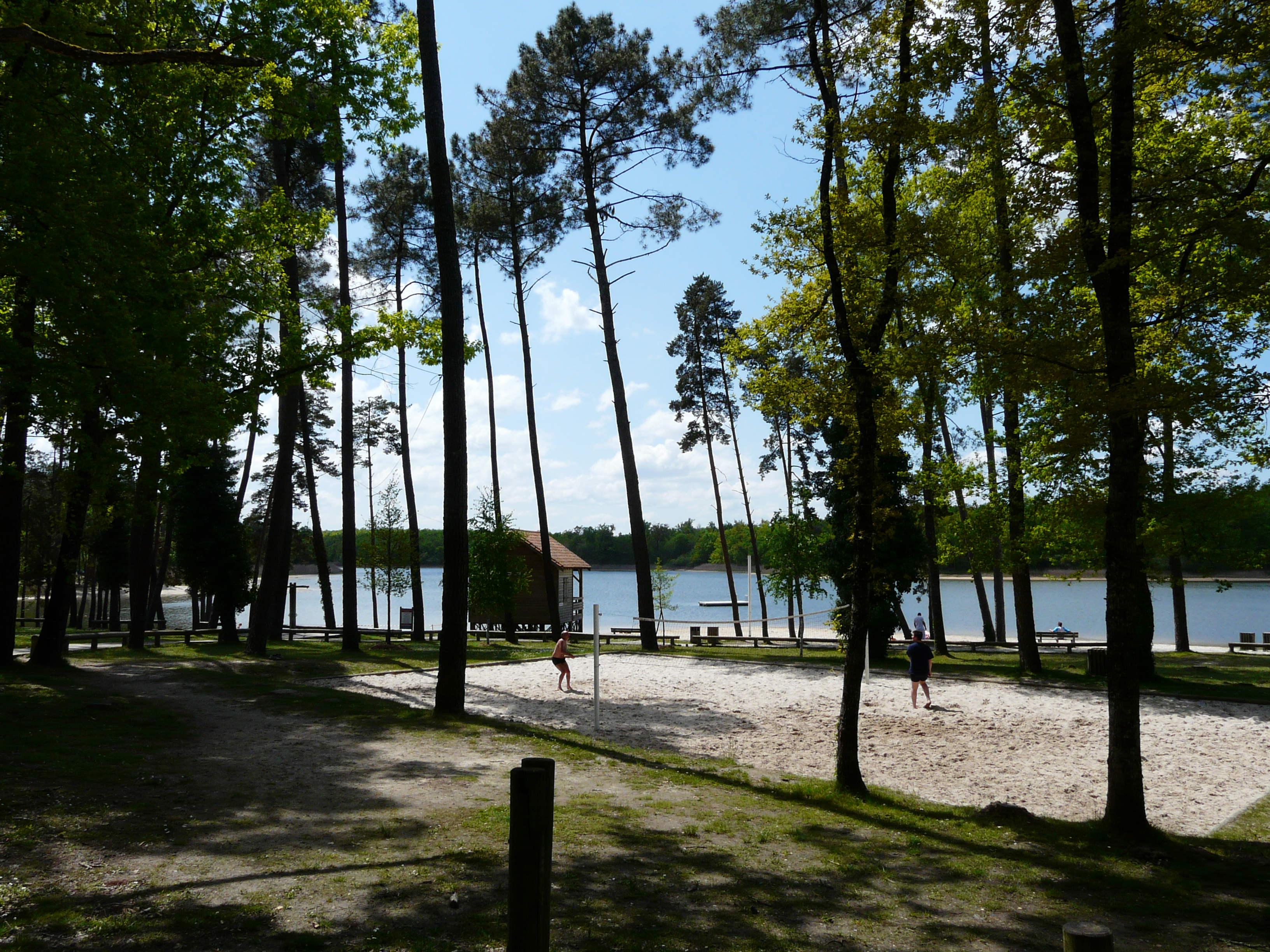
Le grand étang.
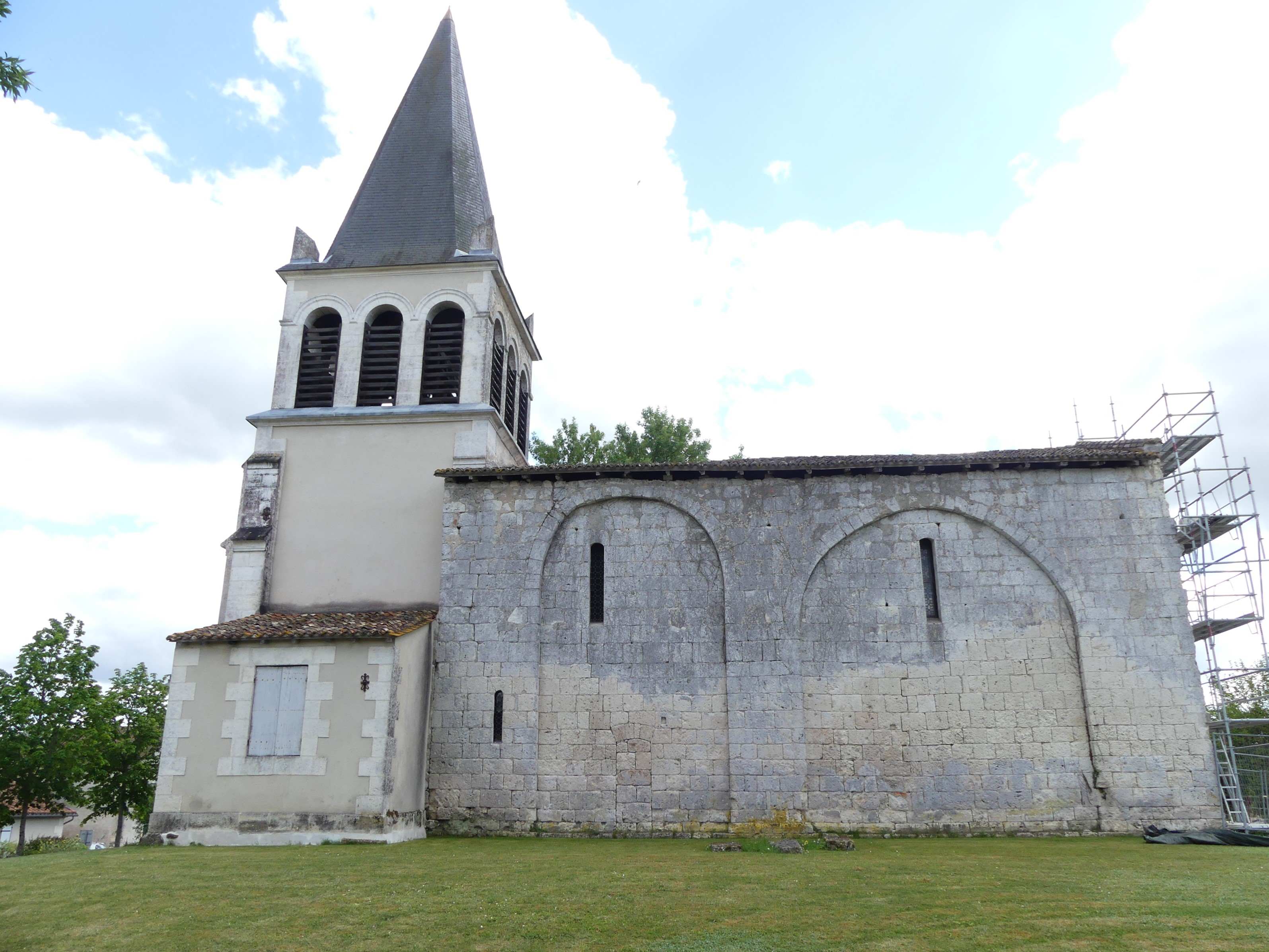
L'église.
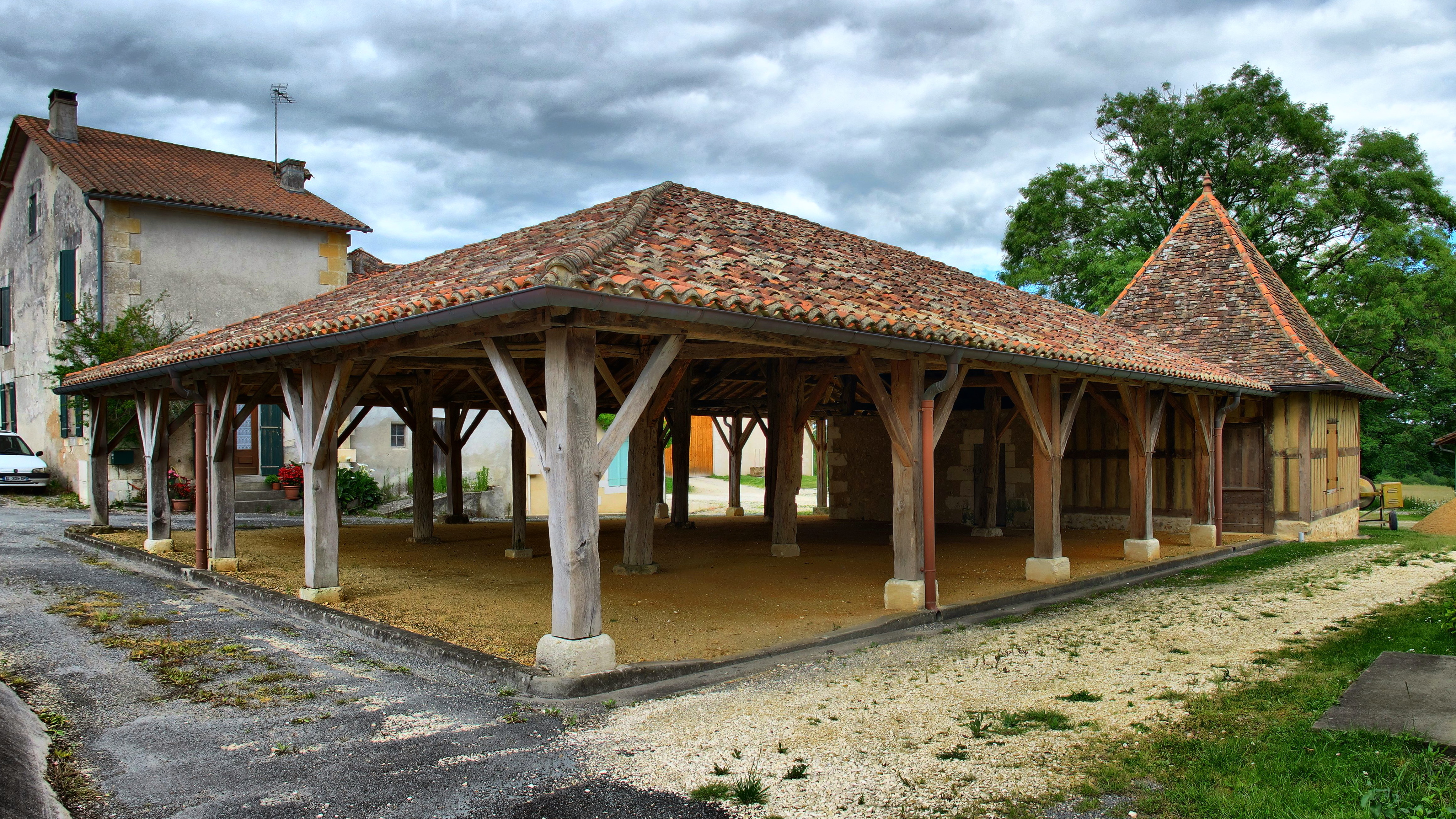
La halle.
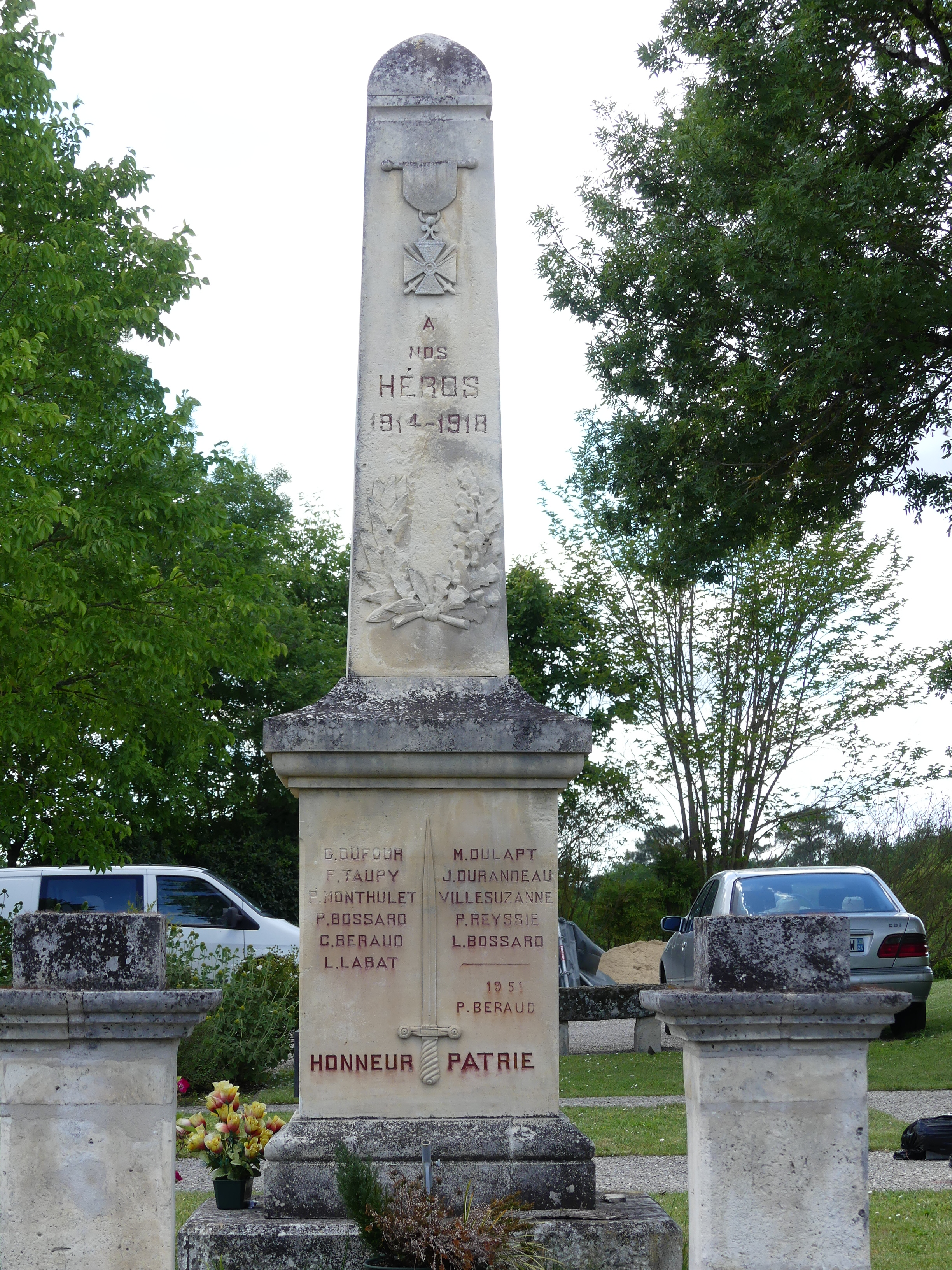
Le monument aux morts.

### Patrimoine naturel
Du fait de sa situation centrale dans la forêt de la Double, la commune représente un grand intérêt pour la faune et la flore locales. Des zones de protection y sont donc délimitées.

#### Natura 2000
La vallée de la Rizonne, le grand étang et la vallée de son émissaire, la Jamayote, font partie d'un site considéré comme important par le réseau Natura 2000 pour la conservation d'espèces animales européennes menacées.
On peut notamment y trouver la cistude d'Europe (Emis orbicularis), l'écrevisse à pattes blanches (Austropotamobius pallipes), la loutre (Lutra lutra), le vison (Mustela lutreola), le chabot commun (Cottus gobio) ou encore la lamproie de Planer (Lampetra planeri) .

#### ZNIEFF
La commune présente deux zones naturelles d'intérêt écologique, faunistique et floristique (ZNIEFF) :
- Sur la quasi-totalité du territoire communal, une ZNIEFF de type 2 : les étangs et ruisseaux de la Double, zone boisée et marécageuse constellée de plans d'eau où se rencontrent la loutre, le vison et la cistude[23],[24].
- En limite nord de la commune, une ZNIEFF de type 1 : la zone du petit Merlat dans la vallée de la Rizonne, site marécageux à la flore diversifiée[25],[26].

### Personnalités liées à la commune
Eugène Le Roy (1836 - 1907) pour son roman Le parpaillot édité 6 ans après sa mort sous le titre L'ennemi de la mort qui raconte l'histoire d'un médecin qui veut faire assécher les étangs de la Double afin d'enrayer les maladies et fièvres causées par les nombreux moustiques peuplant ces étangs.